# Sascha Nathan
Sascha Nathan (* 4. Mai 1977 in Darmstadt) ist ein deutscher Schauspieler.

## Biografie
Nach der Ausbildung zum Kaufmann im Einzelhandel studierte Sascha Nathan von 1997 bis 2000 Schauspiel an der Hochschule für Musik und Darstellende Kunst Stuttgart.
Das erste Engagement führte ihn unter der Intendanz von Günther Beelitz ans Theater der Stadt Heidelberg. Von 2003 bis 2005 war er am Theater Kiel engagiert und ging dann von dort ans Schauspielhaus Bochum. Von 2009 bis 2017 war Sascha Nathan festes Ensemblemitglied am Schauspiel Frankfurt, von 2017 bis 2020 war er Teil des Berliner Ensembles. Seit 2020 arbeitet er verstärkt freiberuflich für Film und Fernsehen, gastiert jedoch weiterhin regelmäßig am Berliner Ensemble.
Einem breiteren Publikum wurde er als gescheiterter Musikproduzent in der Serie Gerry Star auf Amazon Prime bekannt.
Nathan ist mit seiner Schauspielkollegin Nora Quest verheiratet, mit der er eine Tochter (* 2022) hat. Er lebt in Berlin.

## Theaterarbeiten (Auswahl)
Berliner Ensemble
- Macbeth in Macbeth von Heiner Müller nach Shakespeare – Regie: Michael Thalheimer
- Yvan in Kunst von Yasmina Reza – Regie: Oliver Reese
- Puntila in Herr Puntila und sein Knecht Matti von Bertolt Brecht – Regie: Christina Tscharyiski
- Henri in Drei Mal Leben von Yasmina Reza – Regie: Andrea Breth

## Filmografie (Auswahl)
- 2007: Lamento
- 2007: Stromberg (Fernsehserie, Folge: Karneval)
- 2008: 2er ohne
- 2009: Krupp – Eine deutsche Familie (Fernseh-Dreiteiler)
- 2009: Alarm für Cobra 11 – Die Autobahnpolizei (Fernsehserie, Folge: Im Aus)
- 2009: Tatort: Rabenherz
- 2009: Keine Angst (Fernsehfilm)
- 2009: Pastewka (Fernsehserie, Folge: Der Brühwürfel)
- 2012: Kommissar Stolberg (Fernsehserie, Folge: Der Mann, der weint)
- 2012: Tatort: Es ist böse
- 2012: Der Staatsanwalt (Fernsehserie, Folge: Tödlicher Pakt)
- 2013: Der letzte Bulle (Fernsehserie, Folge: Grubengold)
- 2013: Wilsberg (Fernsehreihe, Folge: Hengstparade)
- 2013: Tatort: Der Eskimo
- 2014: Ein Reihenhaus steht selten allein (Fernseh-Zweiteiler)
- 2014: Ein Fall für zwei (Fernsehserie, Folge: Tödliche Vergangenheit)
- 2014: Herzensbrecher – Vater von vier Söhnen (Fernsehserie, Folge: Vatergefühle)
- 2015: … und dann noch Paula (Fernsehserie)
- 2015: Nie mehr wie immer (Fernsehfilm)
- 2015–2020: Tatort → siehe Janneke und Brix
  - 2015: Tatort: Hinter dem Spiegel (Fernsehfilm)
  - 2016: Tatort: Die Geschichte vom bösen Friederich (Fernsehfilm)
  - 2016: Tatort: Wendehammer
  - 2017: Tatort: Land in dieser Zeit
  - 2018: Tatort: Unter Kriegern
  - 2020: Tatort: Die Guten und die Bösen
- 2015: Tatort: Wer bin ich?
- 2017: Hit Mom – Mörderische Weihnachten (Fernsehfilm)
- 2018: In den Gängen
- 2018: Rentnercops: 1A-Stimmung (Fernsehserie)
- 2018: Tatort: Treibjagd
- 2019: Tatort: Murot und das Murmeltier
- 2019: Beck is back! (Fernsehserie, Folge: Das gekaufte Kind)
- 2019: Skylines (Fernsehserie)
- 2019: Frau Jordan stellt gleich (Fernsehserie, zwei Folgen)
- 2019: Tatort: Angriff auf Wache 08
- 2020: Tatort: Limbus
- 2020: Polizeiruf 110: Der Verurteilte
- 2021: Trübe Wolken
- 2021: Unbroken (Fernsehserie)
- 2022: Die Wannseekonferenz (Fernsehfilm)
- 2022: Im Westen nichts Neues
- 2022: Tatort: Murot und das Gesetz des Karma
- 2023: Bonn – Alte Freunde, neue Feinde
- seit 2023: Miss Merkel – Ein Uckermark-Krimi (Fernsehfilmreihe)
  - 2023: Mord im Schloss
  - 2024: Mord auf dem Friedhof
- 2023: Die Heiland – Wir sind Anwalt (Fernsehserie, Folge: Kleine und große Fische)
- 2023: Babylon Berlin (4. Staffel)
- 2024: Neuer Wind im Alten Land: Beke wirbelt auf
- 2024: Polizeiruf 110: Der Dicke liebt
- 2024: Herrhausen – Der Herr des Geldes (Miniserie)
- 2024: Neuer Wind im Alten Land: Gestrandet
- 2024: Tatort: Es grünt so grün, wenn Frankfurts Berge blüh’n
- 2025: Gerry Star – Der (schlechteste) beste Produzent aller Zeiten
- 2025: Morden im Norden: Niemandsland (Fernsehserie)
- 2025: Tatort: Borowski und das Haupt der Medusa
- 2025: Neuer Wind im Alten Land: Erntezeit
- 2025: Neuer Wind im Alten Land: Stolz und Vorurteil

## Hörspiele (Auswahl)
- 2013: Eva Lia Reinegger: Weihnachten mit Pitbull – Regie: Maike Dörries (Kinderhörspiel – WDR)
- 2020: Robert Harris: Der zweite Schlaf (12 Teile) (Clifford Perry) – Regie: Leonhard Koppelmann (Hörspielbearbeitung – HR/Der Hörverlag)
- 2024: Sophie Sumburane: Worüber man nicht spricht – Regie: Kirstin Petri (SWR Kultur)

## Auszeichnungen & Nominierungen
- 2025: Nominierung Deutscher Schauspielpreis in der Kategorie Dramatische Nebenrolle für Polizeiruf 110: Der Dicke liebt[4]